# Viron P. Vaky
Viron Peter Vaky, född 13 september 1925 i Corpus Christi, Texas, död 22 november 2012 i Prince George's County, Maryland, var en amerikansk diplomat.
Vaky tjänstgjorde som USA:s ambassadör i San José 1972–1974, utnämnd av president Richard Nixon, som ambassadör i Bogotá 1974–1976, återigen utnämnd av president Nixon, och som ambassadör i Caracas 1976–1978, utnämnd av president Gerald Ford.